# 尾山耕地
尾山耕地（おやまこうち）は神奈川県愛甲郡愛川町中津の北西端にある貴重な種の生物が生息する耕地で水田地帯である。

## 概要

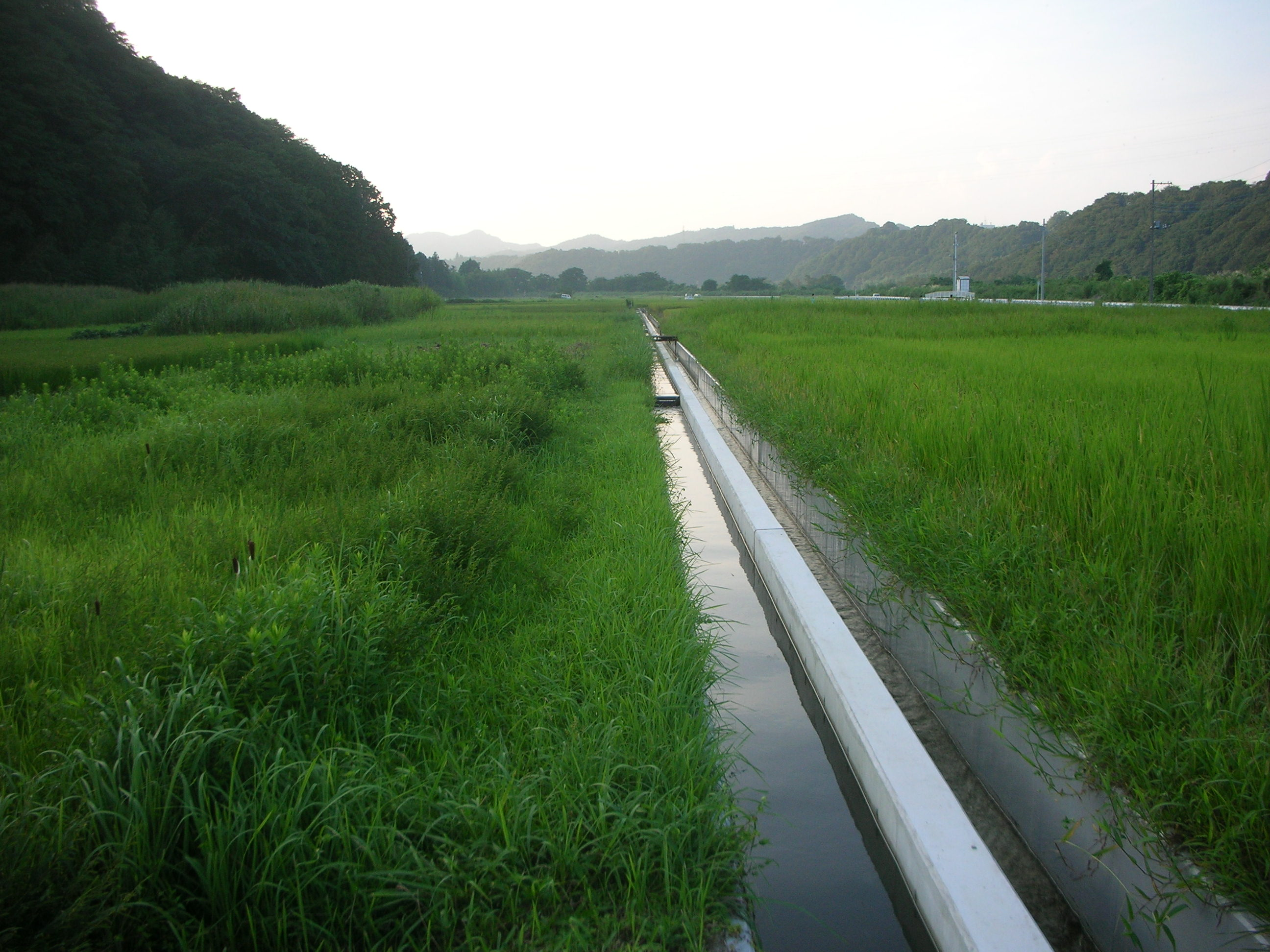
愛川町・尾山耕地の用水堀

神奈川県の屋根とも言える丹沢大山国定公園の東部に、相模川の支流で、宮ヶ瀬湖を通過してくる中津川の西側沿いに南北に広がる耕地で、南北に約700m、東西に約100mのわらじ（靴底）状の平地である。ほとんどが水田地帯で休耕田が多い。愛川町の八菅（はすげ）山いこいの森と楠幼稚園の中間地点にあたる。近年、神奈川県では絶滅したとされていたものや絶滅危惧種の昆虫が10数種類発見されたり、本州での絶滅種が生息していることが確認されたりした。西側が八菅山一帯の森林地帯、東側が清流中津川という好環境に休耕田という影響か、蛍やイトアメンボのみならず、貴重な生物が棲んでいる。

## 主な観測された生物
- イトアメンボ
- オグラヒラタゴミムシ（オサムシ科）
- アオハダトンボ（カワトンボ科）
- コオイムシ（コオイムシ科）
- オグラヒラタゴミムシ
- アオハダトンボ
- ハネナガイナゴ

## 所在地
- 〒243-0303 神奈川県愛甲郡愛川町中津地内 - 北側
- 〒243-0305 神奈川県愛甲郡愛川町八菅山地内 - 南側

## アクセス
- 首都圏中央連絡自動車道圏央厚木ICまたは厚木PAから車で15～20分